# Bucksport (Karolina Południowa)
Bucksport – jednostka osadnicza w Stanach Zjednoczonych, w stanie Karolina Południowa, w hrabstwie Horry.